# カービー計算
数学の位相幾何学の分野において、カービー計算(Kirby calculus)とは、3次元球面内の枠つき絡み目を カービー移動と呼ばれる有限種類の移動で変形する手法である。その名前は手法の開発者であるRobion Kirbyにちなむ。彼は四次元のCerf 理論を用いて次の事実を証明した。三次元多様体 M と N がそれぞれ枠付き絡み目 L と J に沿ったデーン手術によって得られるとき、それらが位相同型であるための必要十分条件は L と J がカービー移動の列で写りあうことである。Lickorish-Wallace の定理によると、任意の閉向き付け可能な三次元多様体は 3次元球面の中の絡み目に沿った手術で得られる。

## 概要

### 表示の多様性
文献によって用語「カービー移動」の用法に曖昧性が存在する。移動の種類を取り替えることで計算体系の異なる表示が得られるが、それらの移動もカービー移動と呼ばれる。カービーによる元々の定式化は「ブローアップ」「ハンドルスライド」の二種類の移動から構成されていた。
- ブローアップ:〜〜
- ハンドルスライド:〜

Fenn と Rouke は Fenn-Rouke 移動と呼ばれる一種類の移動で同値な構成を行った。Fenn-Rouke 移動はカービー計算の解説や拡張の多くに現れる。Rolfsenの著書 "Knots and Links" は多くの位相幾何学者がカービー計算を学んだ教科書であるが、そこではカービー移動を次の二種類の移動として記述している。
1. 係数無限大を持つ絡み目成分の一つを削除或いは新たに追加すること。
2. 自明な絡み目成分の一つに沿ってひねりを加え、それに合わせて手術の係数を適切に変化させること(Rolfsen ツイストと呼ばれる)。

この定式化はカービー計算を有理係数の手術に拡張することを可能にする。
手術を行う図式を変形する多様なトリックが存在する。Slam-dunk はそのうち有用なものの一つである。

### 応用
カービー計算を用いることで、三次元多様体を組み合わせ的または代数的に扱うことができる。即ち、閉じた向き付け可能な三次元多様体の集合と、三次元球面内の枠付き絡み目の集合をカービー移動による同値関係で割ってできる集合との間に一対一の対応がつく。
この事実により、枠付き絡み目の不変量で、カービー移動で値を変えないものは、三次元多様体の不変量となる。実際三次元多様体の量子不変量はそのようにして構成された。

## 4次元多様体への拡張
手術のための図式の種類と移動を拡張すると4次元多様体を記述できるようになる。3次元球面の中の枠つき絡み目は 4次元球体に 2-ハンドルを接着する際の情報を符号化しているとみなせる。(こうしてできる多様体の境界(3次元)はここまでに説明したような、絡み目で表示される 3次元多様体になる。) また、1-ハンドルは次のどちらかで表示される。
- 3次元球体の二つの組(1-ハンドルがそれらの領域を接着する)
- 点つきの自明な結び目(円周)

ここで「点」は、点付き円周を境界とする標準的な 2-円盤の近傍が 4次元球体の内部から切り開かれることを意味している。このことは 1-ハンドルを追加することに同値である。3-ハンドルと 4-ハンドルは通常図式の中には表示されない。

### ハンドル分解
滑らかで閉じた 4次元多様体は通常ハンドル分解により記述される。
- 0-ハンドルは単なる球体であり、接着写像は非交和である。
- 1-ハンドルは(交わらない)二つの 3次元球体に接着される。
- 2-ハンドルはトーラス体に沿って接着される。このトーラス体は 3次元多様体に埋め込まれているので、 4次元多様体のハンドル分解と三次元多様体の中の結び目理論とを関係付ける。
- 指数が 1だけ異なるハンドルの組で、その中心線の絡みが互いに十分単純な場合、つくられる多様体を変えることなく、両方のハンドルを打ち消すことができる。逆に、打ち消しあうようなハンドルの組を新たに生成することもできる。

滑らかな 4次元多様体の滑らかなハンドル分解が二種類あるとき、それらは接着写像のイソトピーの有限列と、ハンドルの組の生成/消滅で移りあう。

## 関連事項
- エキゾチック球面（英語版）
- ハンドル体